# 스토 미쓰루

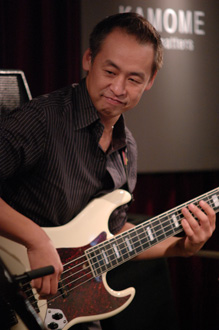

스토 미쓰루(일본어: 須藤 満, 1964년 12월 14일 ~ )는 일본의 베이시스트이다. 일본의 퓨전재즈 밴드 티스퀘어에서 1986년부터 2000년까지 활동하였다.
2004년부터 퓨전재즈 밴드 TRIX에서 활동하고 있다.